# Le Mesnil-Patry

Le Mesnil-Patry este o comună în departamentul Calvados, Franța. În 1 ianuarie 2018 avea o populație de 325 de locuitori.